# 梅崎利秋
梅崎 利秋（うめざき としあき、1936年9月2日 - 2018年12月31日）は、日本の実業家。新京成電鉄第7代代表取締役社長。

## 人物
1936年9月2日、山口県下関市生まれ。1955年山口県立豊浦高等学校、1960年法政大学法学部政治学科卒業。
1961年京成電鉄入社。主に経理畑を歩み、同社取締役関連事業部長、常務取締役、専務取締役等を経て、2000年新京成電鉄代表取締役社長となり京成電鉄取締役を兼ねる。2006年新京成電鉄代表取締役会長、2008年相談役。2014年旭日中綬章受章。2018年12月31日、肺癌のため死去、82歳。叙正五位。